# Cartoon Pizza
Cartoon Pizza («Мультфильм Пицца») — анимационная студия, основанная Джимом Джинкинсом и Дэвидом Кэмпбеллом в 2001 году. Заменила компанию «Jumbo Pictures».

## Логотип
На логотипе компании изображён кусок пиццы с собачьим носом перед земным шаром и под надписью «Cartoon Pizza» имеется слоган: "Worldwide Delivery" (рус. Доставка по всему миру).

## Фильмография
1. Даг
2. Стэнли
3. Цирк Йо-Йо
4. Pinky Dinky Doo
5. Monster Monster Trucks!

## Сайт
- Cartoon Pizza